# Ingenjörer och naturvetare utan gränser
Ingenjörer och naturvetare utan gränser, INUG Sverige, var en organisation som bildades 2001. Numera är organisationen nerlagd.[källa behövs] Organisationen arbetade med vattenförsörjning, avlopp, matproduktion, husbyggnation, energi, transport, kommunikation, med mera i utvecklingsländer. INUG bestod av ingenjörer och naturvetare och engagerade studenter, anställda, pensionärer, industrin samt den breda allmänheten. Dessutom samarbetade organisationen med andra biståndsorganisationer, till exempel genom att bidra med teknisk och vetenskaplig kompetens.
Liksom Ingenjörer och naturvetare utan gränser, finns det andra organisationer som samlar andra yrkesgrupper i syfte att stötta utvecklingsländer med sin specifika kompetens.